# 雙帶錦魚
雙帶錦魚，為輻鰭魚綱鱸形目隆頭魚亞目隆頭魚科的其中一種，分布於西大西洋區，從美國佛羅里達州南部、百慕達群島至南美洲北部海域，棲息深度0-40公尺，體長可達25公分，棲息在水質清澈的潟湖、珊瑚礁海域，以底棲性無脊椎動物及浮游生物為食，生活習性不明，可作為觀賞魚。